# Zasjeda u Krajima
Zasjeda u Krajima je poznata zajednička akcija letećeg voda Trogirskog partizanskog odreda i Šibenske leteće čete izvršena 8. ožujka 1943. u predjelu Kraji na staroj cesti Donji Seget - Gornji Seget oružanim napadom na talijansku vojnu kolonu kojima su ovim napadom naneseni znatni ljudski i materijalni gubici.

## Prethodne okolnosti
Tijekom okupacije trogirskog kraja Talijani su u početku pokretali javne radne akcije s ciljem da pridobiju radno sposobno lokalno stanovništvo učlanjujući ih, između ostalog, u fašističku sindikalnu organizaciju "Dopolavoro".
Sredinom 1942. godine pokrenuta je akcija proširenja i rekonstrukcije ceste Donji Seget - Gornji Seget. Rukovodioci NOP-a Jozo Lozovina Mosor i Ante Hrabar Rico donose odluku da se Talijane svim sredstvima omete u njihovim namjerama. 
Uskoro je organizirana akcija rušenja i uništavanja kompletne opreme i strojeva koja je uspješno izvedena te su Talijani onemogućeni u prometovanju cestom na pravcu Trogir - Šibenik preko Boraje.

## Priprema i provedba zasjede
Početkom 1943. Talijani su ponovo odlučili da nastave radove na cesti te da poprave most u predjelu Jakovčevica kojeg su porušili partizani pa su u tu svrhu mobilizirani radnici - stanovnici Donjeg i Gornjeg Segeta te Vranjice. U svrhu nadzora radnika i osiguranja gradilišta svaki dan je iz Trogira dolazila jedinica talijanskih vojnika. Rukovodstvo NOP-a je odlučilo nanovo onemogućiti nastavak radova s ciljem da se odrasli mještani oslobode talijanskog utjecaja i pritiska. 
Za tu svrhu određeni su borci lokalnog letećeg voda Trogirskog odreda kojim je rukovodio komandir Ćiro Ševo Zec te politički komesar Mile Kovačević Rođo, te borci Šibenske leteće čete pod rukovodstvom komandira Joze Bumbera Vaske i političkog komesara Ive Ninića Đunđulete koji su bili na putu za Muć poradi popune partizanskih jedinica.
Okupljanje je izvršeno je 07. ožujka 1943, u zaseoku Šuntići u Gornjem Segetu, a na mjestu zvanom Brelo dogovoren je raspored boraca. U pripremi akcije su također sudjelovali predstavnici Narodnooslobodilačkih odbora (NOO) Gornjeg i Donjeg Segeta, predsjednik Tome Vukman Majka te Nikola Jadrić i Toni Muštra Osvetnik koji su nadzirali nagaznu minu na cesti.
8. ožujka oko 8:00 sati borci su se nalazili raspoređeni na dogovorenim mjestima gdje će u zasjedi dočekati i likvidirati talijansku jedinicu. U planirano vrijeme prošla je prethodnica od 5 talijanskih vojnika koju su borci prema planu propustili tako da Talijani nisu mogli ništa posumnjati.
Nakon nekoliko minuta u zasjedu upada talijanska glavnina. Na znak komandira Ćire Ševe Zeca plotunom je izvršen napad ručnim bombama i puškama. Akcija je trajala nekoliko minuta i talijanski vojnici nisu imali vremena prihvatiti borbu. Talijani su se branili iz topničke baze na obližnjem Čubrijanu ( Čiovo), ali bez uspjeha.

## Rezultati i posljedice
19 Talijana je poginulo, 13 ranjeno, 5 zarobljeno. Partizan Teo Gulin Leo iz Šibenske čete poginuo je od metaka svojih suboraca jer je prije vremena upao među talijanske vojnike. Zaplijenjeno je 27 pušaka, 3 puškomitraljeza i veća količina puščanog streljiva i druge ratne opreme. Veći dio zaplijenjenog oružja i streljiva ponijeli su sobom borci Šibenske leteće čete u pravcu Muća.
Radi odmazde su 11. ožujka 1943. Talijani iz Trogira doveli kamionom te strijeljali 19 talaca, u Donjem Segetu nedaleko groblja, na mjestu Betanija, i to u grupama po 4, jedne naočigled drugih. Pri ukopu nisu bili dozvoljeni vjerski obredi kao ni postavljanje križeva ili oznaka s imenom ubijenog a rodbina nije smjela prisustvovati pokopu.

## Nasljedstvo
Spomen-ploča veličine 100 x 55 cm od bijelog brušenog kamena na spomeniku od prirodnog kamena 140x240x110 cm bila je postavljena na mjestu događaja od strane Općinskog odbora SUBNOR-a Trogir.